# Commission chargée de l'application de l'article 26 de la Constitution
Histoire
Cadre
Bureau
La commission chargée de l'application de l'article 26 de la Constitution est une commission spéciale permanente de l'Assemblée nationale française.

## Compétence
L'article 26 de la constitution de la Ve République prévoit :
- Aucun membre du Parlement ne peut être poursuivi, recherché, arrêté détenu ou jugé à l'occasion des opinions ou votes émis par lui dans l'exercice de ses fonctions.

- Aucun membre du Parlement ne peut faire l’objet, en matière criminelle ou correctionnelle, d’une arrestation ou de toute autre mesure privative ou restrictive de liberté qu’avec l’autorisation du bureau de l’assemblée dont il fait partie. Cette autorisation n’est pas requise en cas de crime, flagrant délit ou de condamnation définitive.

- La détention, les mesures privatives ou restrictives de liberté ou la poursuite d’un membre du parlement sont suspendues pour la durée de la session si l’assemblée dont il fait partie le requiert.

- L’assemblée intéressée est réunie de plein droit pour des séances supplémentaires pour permettre le cas échéant l’application de l’alinéa ci-dessus.

Dans ce cadre, une commission chargée de l'application de l'article 26 de la Constitution est prévue par le règlement de chaque assemblée (article 80 du règlement de l'Assemblée nationale, article 105 du règlement du Sénat). Composée de 30 membres, elle est chargée des demandes de suspension, de la détention, des mesures privatives ou restrictives de liberté ou de la poursuite d’un député.
La participation à cette commission n'est pas incompatible avec l'appartenance à l'une des huit commissions permanentes de l'Assemblée.